# Наватальгордо
Наватальгордо (ісп. Navatalgordo) — муніципалітет в Іспанії, у складі автономної спільноти Кастилія-і-Леон, у провінції Авіла. Населення — 266 осіб (2010).
Муніципалітет розташований на відстані близько 100 км на захід від Мадрида, 31 км на південний захід від Авіли.
На території муніципалітету розташовані такі населені пункти: (дані про населення за 2010 рік)
- Моріско: 10 осіб
- Наватальгордо: 256 осіб

## Демографія
Динаміка населення (INE ):